# Hendrik Joan Calkoen

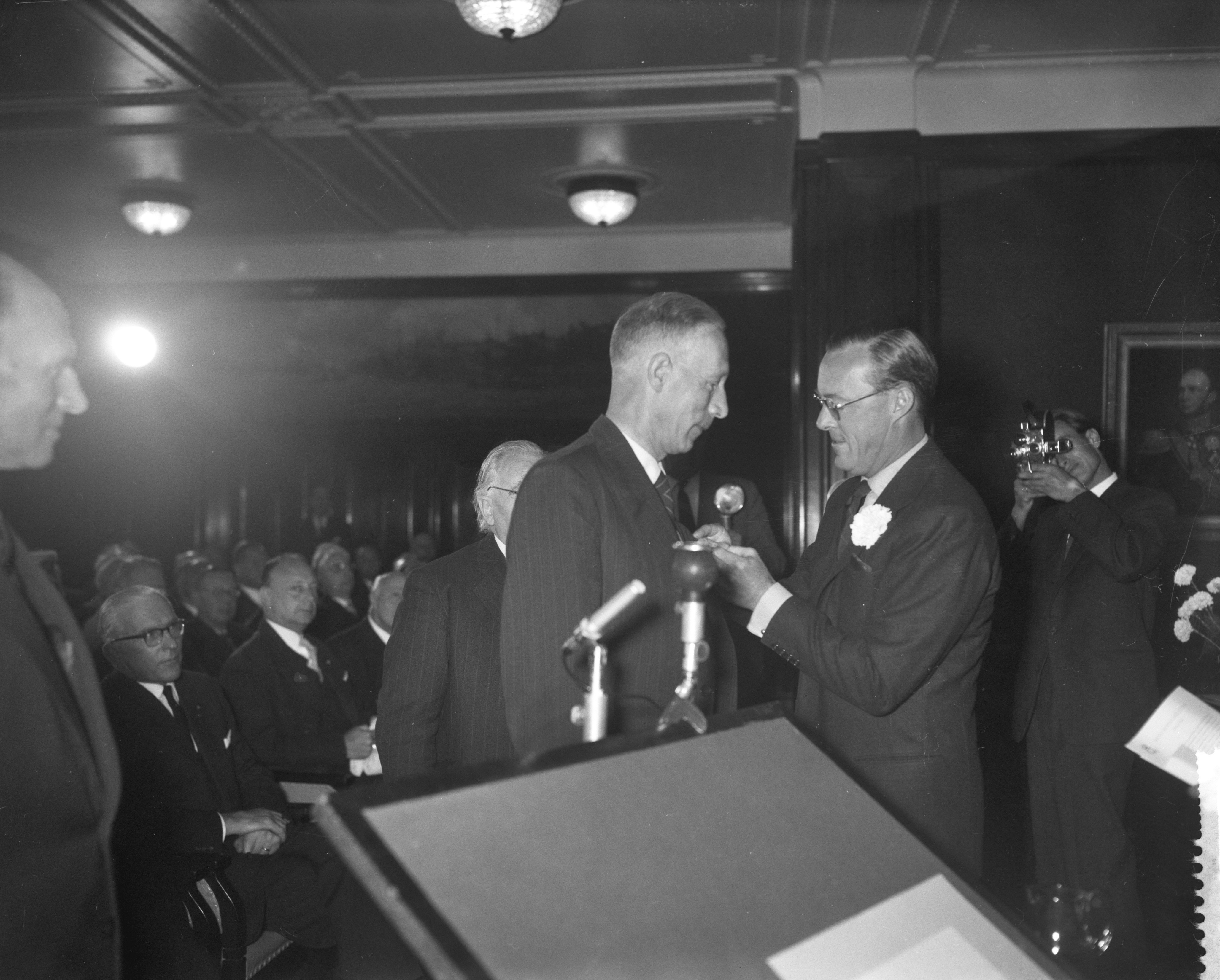
Prins Bernard spelt Zilveren Anjer op bij H.J. Calkoen (1958)

Hendrik Joan Calkoen (Haarlem, 25 februari 1894 - Velsen, 18 oktober 1979) was een Nederlands leraar en tevens amateurarcheoloog.
Hij was een telg uit het geslacht Calkoen en een zoon van Helena Bolte (1854-1925) en leraar en botanicus Hendrik Joan Calkoen (1855-1937). Hij trouwde in 1921 met Helena Frederika van Thienen (1895-1989), met wie hij een zoon en een dochter kreeg.
Calkoen was jarenlang tekenleraar aan de Hogereburgerschool (HBS) in Velsen. Hij publiceerde in 1967 het boekwerk Velsen, grepen uit de historie van een oude woonplaats in Kennemerland voorzien van eigen illustraties (Uitgeverij Vermande Zonen). Het boekwerk leverde een nieuwe kijk op de geschiedenis van Velsen en omgeving. Zijn liefhebberij archeologie was voor zijn naamsbekendheid van grotere betekenis dan zijn leraarschap. Die hobby ontstond toen hij tijdens de bouwwoede behorend bij de Wederopbouw na Tweede Wereldoorlog archeologische schatten vermorzeld en afgevoerd zag worden. Om dit te beperken richtte hij een plaatselijk archeologische vereniging op, die zou uitgroeiden tot de "Archeologische Werkgemeenschap voor Nederland" (AWN), waarvan hijzelf enige tijd bestuurder en voorzitter  was. Dit viel niet alleen in Velsen en omgeving op; in 1958 kreeg hij de Zilveren Anjer opgespeld. In 1960 droeg hij het voorzitterschap over en werd tot erevoorzitter benoemd.
Calkoen publiceerde in het blad Westerheem en hield tot in de jaren zeventig lezingen, voornamelijk in West-Nederland.
Hij overleed op 85-jarige leeftijd. Hij werd begraven op Westerveld.